# Suderø (Dänemark)
Suderø  ist eine unbewohnte dänische Insel im Smålandsfarvandet (deutsch Smålandsfahrwasser) nördlich der Insel Falster. Die Insel gehört zum Kirchspiel Vålse Sogn in der Harde Falsters Nørre Herred im damaligen Maribo Amt, ab 1970 zur Nørre Alslev Kommune im damaligen Storstrøms Amt, die mit der Kommunalreform zum 1. Januar 2007 in der Guldborgsund Kommune in der Region Sjælland aufgegangen ist. Vålse Sogn wurde zum 1. Januar 2020 mit einigen Nachbarkirchspielen zum Nordvestfalster Sogn vereinigt. Die Insel ist ca. 700 m lang und an der breitesten Stelle 200 m breit. Auf Suderø befindet sich eine Kormoran-Kolonie mit ca. 200 Tieren.